# Korjukivský rajón
Korjukivský rajón (ukrajinsky Корюківський район) je rajón v Černihivské oblasti na Ukrajině. Hlavním městem je Korjukivka a rajón má přibližně 92 tisíc obyvatel.

## Města v rajónu
- Korjukivka
- Mena
- Snovsk